# Capitan Cosmo
Capitan Cosmo  è un film per la televisione del 1993, diretto dal regista Carlo Carlei.
Il film fu prodotto e realizzato in alta definizione dalla Rai nel 1991. Fu l'ultima pellicola a vedere la partecipazione dell'attore Walter Chiari, deceduto pochi mesi dopo la fine delle riprese.

## Trama
L'anziano direttore del Museo di Scienza e Tecnica, De Nittis, sul letto di morte di un ospedale, in grave stato di incoscienza, immagina la lotta tra bene e male, rappresentati da un orribile mostro e da un simil superman con tanto di tutina rossoblù.